# Dendrophidion nuchale
Dendrophidion nuchale är en ormart som beskrevs av Peters 1863. Dendrophidion nuchale ingår i släktet Dendrophidion och familjen snokar. Inga underarter finns listade i Catalogue of Life.
Arten förekommer med tre från varandra skilda populationer i bergstrakter i norra Venezuela. Den lever i regioner som ligger 100 till 1500 meter över havet. Individerna vistas i ursprungliga fuktiga skogar. Dendrophidion nuchale jagar groddjur. Honor lägger ägg.
Enstaka exemplar dödas av personer som har missuppfattningen att ormen är giftig. I utbredningsområdet inrättades flera skyddszoner. IUCN listar arten som livskraftig (LC).